# Supercoppa saudita 2021
La Saudi Super Cup 2021, denominata The Berain Saudi Super Cup per ragioni di sponsorizzazione, è stata l'8ª edizione della competizione; si è disputata il 6 gennaio 2022 al Stadio internazionale Re Fahd di Riad. La sfida si è tenuta tra l'Al-Hilal, vincitrice della Lega saudita professionistica 2020-2021 e l'Al-Faisaly, detentrice della Coppa del Re dei Campioni 2020-2021.
.

## Tabellino
| Arbitro: | Danny Makkelie |

|  |                      |  |
|  | Tiri di rigore 4 – 3 |  |